# Dino De Laurentiis Cinematografica
Dino De Laurentiis Cinematografica est une société italienne de production et de distribution de films.

## Origine
Les studios Dino De Laurentiis Cinematografica sont fondés en 1946 par le producteur italien Dino De Laurentiis. Leur catalogue compte plus de 100 films à leur actif.
Mise en faillite une première fois en 1972, elle est recapitalisée puis développe en 1983 une activité de production aux États-Unis à travers le Dino de Laurentiis Entertainment Group. 
The Last Legion (2006) est le dernier film produit par De Laurentiis.

## Productions

### Télévision
- 1968 : L'Odyssée (série télévisée)
- 1995 : Slave of Dreams : (téléfilm)

## Filiale
- Dino De Laurentiis Company